# Silbo gomero
Silbo gomero (v překladu gomerské hvízdání, nazýváno též El Silbo) je hvízdací jazyk používaný na ostrově La Gomera na Kanárských ostrovech. Jedná se o místní nářečí španělštiny, přičemž se místo slov používá hvízdání. Používají ho místní zemědělci na komunikaci v úzkých a hlubokých údolích na Gomeře. Silbo gomero umožňuje komunikovat až na vzdálenost 5 kilometrů. V roce 2009 byl organizací UNESCO vyhlášen mistrovským dílem ústního a nehmotného dědictví lidstva.
Silbo gomero je také používáno jako atrakce pro turisty, kteří navštíví ostrov La Gomera.
Člověku, který používá silbo gomero se říká silbador.

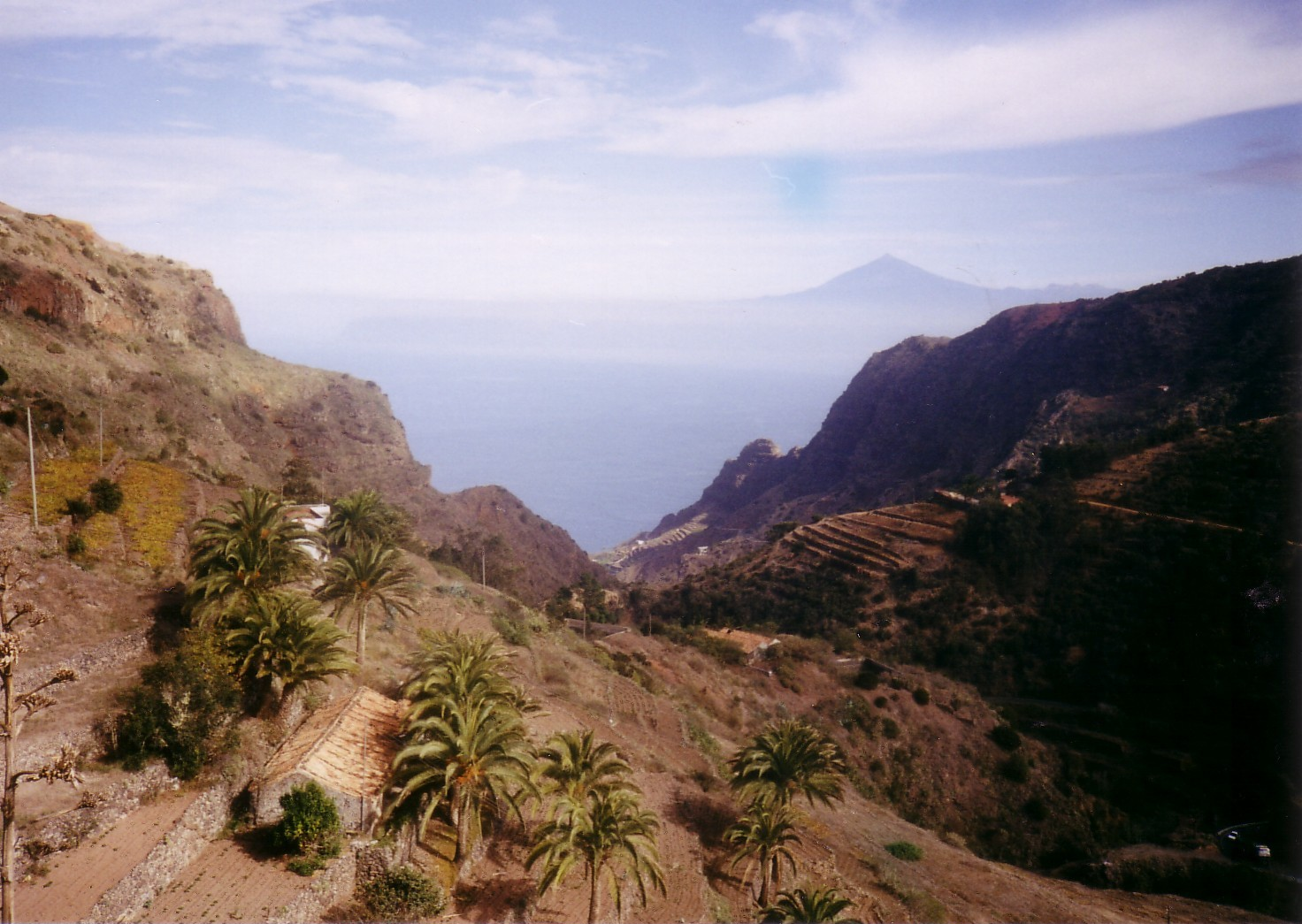
Jedno z údolí na Gomeře

## Historie
Hvízdáním se dorozumívali už Guančové, původní obyvatelé Kanárských ostrovů berberského původu. Hvízdáním se tehdy kromě La Gomery dorozumívali i na některých dalších Kanárských ostrovech (El Hierro, Tenerife a Gran Canaria), ale do dnešních dní vydržel jen na Gomeře (na Hierru se ovšem používal až do roku 1976).
Na Gomeře se ovšem v 50. letech 20. století začalo od používání Silbo gomera upouštět, důvodem bylo stěhování zemědělců do měst a vynález telefonu. Obnova jazyka začala začátkem 90. let. Roku 2009 byl organizací UNESCO vyhlášen mistrovským dílem ústního a nehmotného dědictví lidstva.